# 阿纳托利·佳特洛夫
阿纳托利·斯捷潘诺维奇·佳特洛夫（1931年3月3日—1995年12月13日），苏联工程师。他是切尔诺贝利核电站的副总工程师，也是切尔诺贝利核事故的直接负责人。
1931年出生在克拉斯诺亚尔斯克边疆区阿塔馬諾沃。1959年毕业于莫斯科工程物理学院。毕业后，在阿穆尔河畔共青城从事造船设计工作，将核反应堆安装进潜艇中。期间因为核事故，遭受到200伦琴的电离辐射。
1973年，佳特洛夫被派往普里皮亚季，在新建立的切尔诺贝利核电站工作。
1986年4月26日，佳特洛夫在四号核反应堆主持核反应试验，发生了历史上重大的切尔诺贝利核事故。在这次核事故中，佳特洛夫受到390伦琴的电离辐射。1987年，他被认定为“对潜在易爆企业处置失当”的罪名，判处十年监禁。不过他在三年后获释。他写了一本书，宣称糟糕的工程设计才应该为这个事故负主要责任，而不是工程员工。
1995年12月13日因心脏衰竭逝世。

## 備注
1. ↑  又譯迪亚特洛夫

## 影視作品
- 2019年，車諾比，由保羅·里特（英语：Paul Ritter）飾演。